# اوله بویچیشین
اوله بویچیشین (اوکراینی: Олег Іванович Бойчишин؛ زادهٔ ۱۲ اوت ۱۹۷۳) بازیکن فوتبال اهل اوکراین است.
از باشگاه‌هایی که در آن بازی کرده‌است می‌توان به باشگاه فوتبال کارپاتی لویو اشاره کرد.
وی همچنین در تیم ملی فوتبال زیر ۲۱ سال اوکراین بازی کرده‌است.